# Allophyes capucina
Allophyes capucina là một loài bướm đêm trong họ Noctuidae.